# 廖柏偉
廖栢偉（SBS，JP）（1948年1月—），曾任香港中文大學副校長及香港中文大學全球經濟及金融研究所所長，同時曾任香港中文大學經濟研究中心主任、東亞經濟學會副會長，現任經濟學系講座教授。

## 簡歷
廖栢偉於拔萃男書院畢業，1971年獲普林斯頓大學物理系學士學位，之後在史丹福大學獲碩士（1975年）及哲學博士學位（1977年）。於1976年加入香港中文大學，1990年升任教授，1994年起任經濟學講座教授。
廖柏偉在大學曾擔任的工作包括聯合書院輔導主任（1978-1979年）、大學教務長（1982-1986年）、經濟學系主任（1991-1995年）、副校長（1995-2008年）。香港中文大學的暫取生計劃，亦是由於廖柏偉等人倡議。
社會公職方面，他曾任太平洋經濟合作理事會香港委員會創會會員，現任香港金融研究中心董事及證券及期貨事務監察委員會非執行董事，亦擔任不同委員會成員，例如：臨時最低工資委員會、「香港特別行政區行政會議成員、立法會議員及政治委任制度官員薪津獨立委員會」、經濟發展及與內地經濟合作委員會、航空發展諮詢委員會、創新科技顧問委員會、人力發展委員會、策略發展委員會、「防止及處理潛在利益衝突獨立檢討委員會」、「前任行政長官及政治委任官員離職後工作諮詢委員會」、長遠財政計劃工作小組 等。
廖柏偉的研究主要應用經濟學理論、不確定定理、勞動經濟學、行政人員薪酬，以及中國和香港經濟。
其妻林潔珍亦是經濟學家，於香港浸會大學經濟系擔任教授。

## 香港中文大學全球經濟及金融研究所
香港中文大學於2010年2月成立全球經濟及金融研究所, 研究所首任所長由廖柏偉教授擔任, 成員包括香港中文大學校長兼藍饒富暨藍凱麗經濟學講座教授劉遵義教授、兩位諾貝爾經濟學獎得主兼香港中文大學經濟學系博文講座教授莫理斯爵士和羅伯特·蒙代爾教授、香港中文大學經濟學系前系主任宋恩榮教授、香港中文大學財務學講座教授楊瑞輝教授，以及前香港金融管理局總裁任志剛先生。

## 獲得榮譽
- 香港中文大學榮譽院士（2016年）
- 非官守太平紳士（JP）（2006年）
- 銀紫荊星章（SBS）（1999年）
- 美國傅爾布萊特計畫傑出訪問學人（2000至2001年）
- 哈佛燕京學社訪問學者（1981至1982年）

## 外部連結
- 香港中文大學簡介 （页面存档备份，存于）
- 太平紳士委任 （页面存档备份，存于）